# (7778) Markrobinson
(7778) Markrobinson (1993 HK1) – planetoida z grupy przecinających orbitę Marsa okrążająca Słońce w ciągu 3,68 lat w średniej odległości 2,38 j.a. Odkryta 17 kwietnia 1993 roku.